# Illapel
Illapel è un comune del Cile della provincia di Choapa nella Regione di Coquimbo. Al censimento del 2012 possedeva una popolazione di 30.074 abitanti.

## Società

### Evoluzione demografica
| Censimento del 1992 | Censimento del 2002 |
| 29.007 ab.          | 30.355 ab.          |

## Terremoto del 2015
Il 16 settembre del 2015 alle 19.54 (ora locale) un terremoto con magnitudo 8.3 ha colpito l'area. L'epicentro è stato rilevato a 46 km a ovest della città.